# 2004 dans la police
Cet article présente les faits marquants de l'année 2004 dans la police.

## Évènements
- 30 novembre : Interpellation violente d'Abdelkader Ghedir par des agents SNCF et des policiers en gare RER. La victime tombe dans le coma pendant sa garde à vue, et se réveille trois mois plus tard avec une incapacité permanente partielle qui sera estimée à 85 %.